# Bolko I di Świdnica
Bolko I di Świdnica, detto il Severo, noto anche come (in tedesco) Bolko I. von Jauer und Schweidnitz, Boleslaw III. von Liegnitz, in polacco Bolko I Surowy, in ceco Boleslav I. Javorsko-Svídnický Surový (1253 circa – 9 novembre 1301), fu duca di Jawor dal 1278 e duca di Löwenberg dal 1286. Egli apparteneva alla dinastia dei  Piast.
I suoi genitori erano Boleslao II, duca di Slesia, e dal 1248 anche duca di Liegnitz, ed Edvige († 1259), figlia del conte Enrico I di Anhalt.

## Biografia

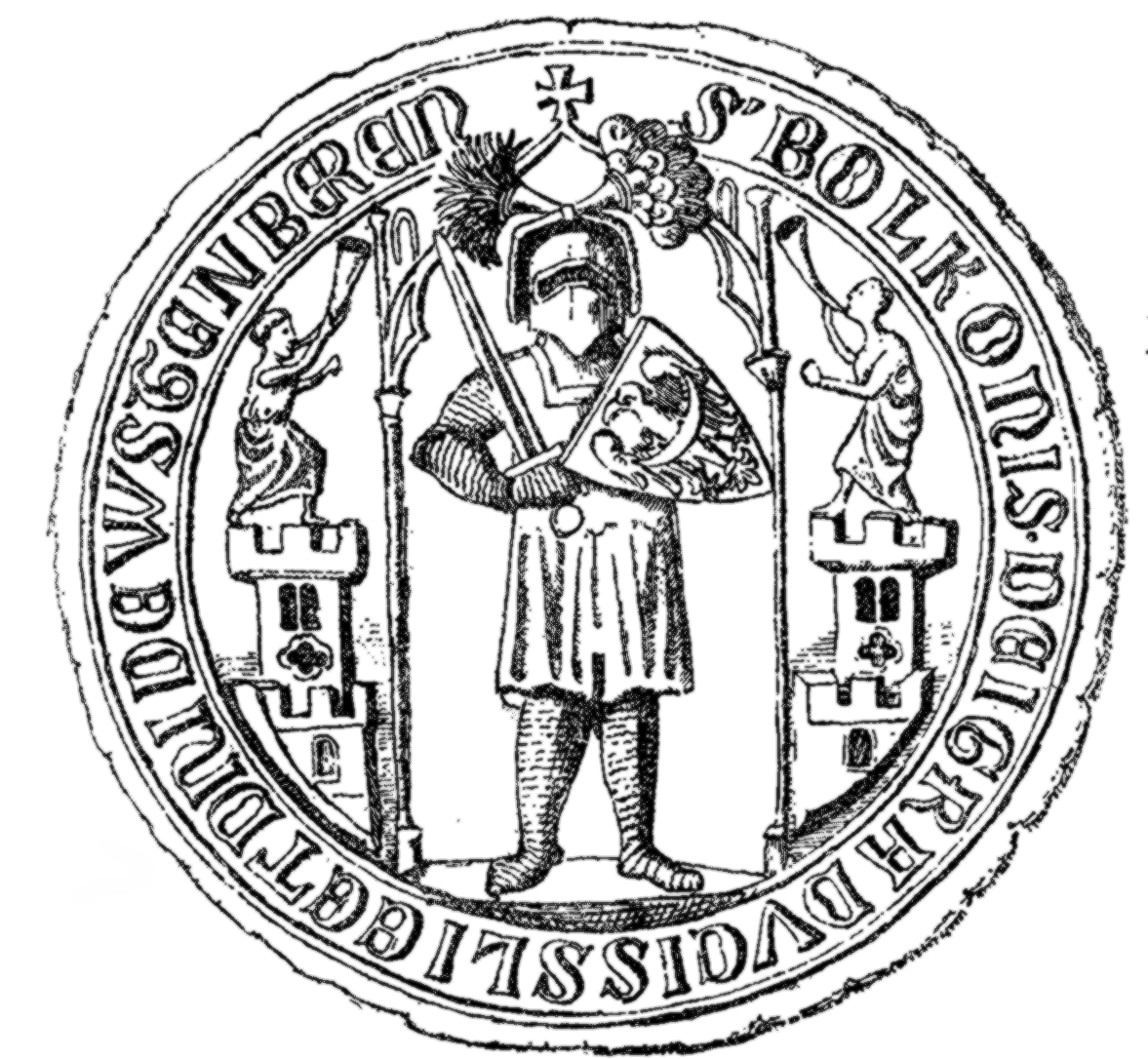
Sigillo di Bolko I come duca (datato al 1298)

Dopo la morte del padre, avvenuta nel 1278, i possedimenti di quest'ultimo vennero spartiti. Il secondogenito Bolko ed il fratello più giovane Bernardo ricevettero insieme, in un primo momento, il ducato di Jawor. Questo era stato assegnato precedentemente, tra il 1274 e il 1277, quando era ancora in vita il loro padre, al figlio primogenito Enrico V di Slesia, che però, alla morte del padre, ricevette il ducato di Liegnitz. Nel 1281 Bolko staccò, a favore di Bernardo, dal ducato di Jawor, la zona di Löwenberg, che sarebbe poi anch'essa diventata sede di un ducato. Tuttavia questo tornò a Bolko, quando il fratello Bernardo morì, nel 1286: i due territori vennero nuovamente riuniti.
Più tardi il fratello Enrico V, che dal 1290 era anche duca di Breslavia, gli cedette anche la parte meridionale lungo i confini del ducato di Breslavia, cosicché le città di Ziębice, Ząbkowice Śląskie, Strzelin, Dzierżoniów e Świdnica, ricaddero sotto la sua sovranità.
Con l'appoggio dei vescovi di Breslavia, Bolko s'impegnò in un'ulteriore espansione dei suoi territori, nella zona montagnosa dei confini; contemporaneamente anche i Boemi si accinsero ad occupare le loro zone di confine. Dopo che Venceslao II, re di Boemia, nel 1295 fece riconfermare le sue pretese ereditarie sulla Slesia dal re dei Romani Adolfo di Nassau, Bolko s'inimicò Venceslao. Egli temette un'invasione del re boemo ed occupò perciò il passo di Landeshut. Poiché però non si riteneva abbastanza forte per difendersi da solo, pose i propri territori sotto la protezione del papa, cosa che Bonifacio VIII confermò per la prima volta il 1º febbraio 1296. Con il disboscamento della cintura boscosa dei confini sia da parte dei boemi che della Slesia, venne meno il naturale confine fra i due. Perciò Bolko, per garantirsi la sicurezza dei confini, fece erigere lungo di essi roccaforti e circondò le città di mura e fossati.
Poiché la Rocca di Vriburg presso Świebodzice non soddisfaceva alle esigenze di una rocca fortificata, Bolko fece erigere sulla vicina altura di Książ il Castello di Książ, che divenne la sede dei duchi di Świdnica. Bolko aggiunse al suo titolo di "duca di Slesia", quello di Książ.
Dopo la morte del fratello Enrico, nel 1296, Bolko divenne tutore dei nipoti minorenni e quindi anche reggente dei ducati di Breslavia, Liegnitz e di Brzeg. I cittadini di Breslavia, che aspiravano ad un'alleanza con Praga, rifiutarono inizialmente di riconoscere Bolko I, ma gli si sottomisero dopo che l'atteso aiuto dei Boemi non ebbe luogo.
Alle già esistenti abbazie cistercensi di Heinrichau e Kamenz, nel 1292 Bolko affidò ai cistercensi quella di Abbazia di Krzeszów, già affidata ai benedettini dell'abbazia di Opatovice, facendola ingrandire ed abbellire. Nel 1295 fece erigere il monastero femminile delle clarisse di Strehlen.
Bolko morì nel 1301 e fu sepolto nell'abbazia di Grüssau, della quale era stato generoso benefattore. Sotto l'abate Benedetto II Seidel, tra il 1735 e il 1747 venne eretto a fianco della chiesa abbaziale un mausoleo (Fürstenkapelle) nel quale venne riposto il suo sarcofago insieme a quello del nipote Bolko II, insieme a sculture marmoree rappresentanti le rispettive consorti.

## Eredi
Bolko lasciò i tre figli minorenni Bernardo, Enrico e Bolko. La loro tutela fu assunta dal cognato Ermanno di Brandeburgo, che egli affidò al suo capitano Hermann von Barby. La reggenza dell'ancora minorenne Enrico V fu assunta dal re Venceslao, che così rafforzò la sua influenza sulla Slesia.

## Matrimonio e discendenza
Nel 1286 Bolko sposò Beatrice († 1316), una delle figlie del margravio Ottone V di Brandeburgo. Dal matrimonio nacquero:
- Boleslao (1285/90 - 1320)
- Giuditta (1285/87 - 1320), andata sposa a Stefano I di Baviera, duca della Bassa Baviera
- Bernardo († 1326), che sposò Cunegonda († 1333), figlia del re polacco Ladislao I
- Beatrice († 1322) [3], che sposò Ludovico il Bavaro duca dell'Alta Baviera e dal 1314 Imperatore del Sacro Romano Impero
- Enrico († 1346), che sposò Agnese, figlia del re boemo Venceslao II
- Elisabetta († 1350/56), che sposò Vartislao IV, duca di Pomerania-Wolgast
- Margherita (nata prima del 1300)
- Bolko II († 1341), che sposò Giuditta, vedova di Matthäus Csák IV.
- Anna († 1332/34), badessa del convento delle Clarisse di Strehlen

## Ascendenza
|                        |                      |                          | Genitori                |  |  | Nonni |  |  | Bisnonni            |  |  | Trisnonni         |  |
|                        |                      |                          |                         |  |  |       |  |  | Enrico I il Barbuto |  |  | Boleslao I l'Alto |  |
|                        |                      |                          |                         |  |  |       |  |  | Enrico I il Barbuto |  |  | Boleslao I l'Alto |  |
|                        |                      | Cristina                 |                         |  |  |       |  |  | Enrico I il Barbuto |  |  |                   |  |
| Enrico II il Pio       |                      |                          |                         |  |  |       |  |  | Enrico I il Barbuto |  |  |                   |  |
|                        |                      | Edvige di Andechs        | Bertoldo IV d'Andechs   |  |  |       |  |  |                     |  |  |                   |  |
|                        |                      | Edvige di Andechs        | Bertoldo IV d'Andechs   |  |  |       |  |  |                     |  |  |                   |  |
|                        |                      | Edvige di Andechs        | Agnese di Rochlitz      |  |  |       |  |  |                     |  |  |                   |  |
| Boleslao II di Slesia  |                      | Edvige di Andechs        |                         |  |  |       |  |  |                     |  |  |                   |  |
|                        |                      | Ottocaro I di Boemia     | Vladislao II di Boemia  |  |  |       |  |  |                     |  |  |                   |  |
|                        |                      | Ottocaro I di Boemia     | Vladislao II di Boemia  |  |  |       |  |  |                     |  |  |                   |  |
|                        |                      | Ottocaro I di Boemia     | Giuditta di Turingia    |  |  |       |  |  |                     |  |  |                   |  |
| Anna di Boemia         |                      | Ottocaro I di Boemia     |                         |  |  |       |  |  |                     |  |  |                   |  |
|                        |                      | Costanza d'Ungheria      | Béla III d'Ungheria     |  |  |       |  |  |                     |  |  |                   |  |
|                        |                      | Costanza d'Ungheria      | Béla III d'Ungheria     |  |  |       |  |  |                     |  |  |                   |  |
|                        |                      | Costanza d'Ungheria      | Agnese d'Antiochia      |  |  |       |  |  |                     |  |  |                   |  |
| Bolko I di Świdnica    |                      | Costanza d'Ungheria      |                         |  |  |       |  |  |                     |  |  |                   |  |
|                        | Bernardo di Sassonia | Alberto I di Brandeburgo |                         |  |  |       |  |  |                     |  |  |                   |  |
|                        | Bernardo di Sassonia | Alberto I di Brandeburgo |                         |  |  |       |  |  |                     |  |  |                   |  |
|                        | Bernardo di Sassonia | Sofia di Winzenburg      |                         |  |  |       |  |  |                     |  |  |                   |  |
| Enrico I di Anhalt     | Bernardo di Sassonia |                          |                         |  |  |       |  |  |                     |  |  |                   |  |
|                        |                      | Brigitta di Danimarca    | Magnus I di Götaland    |  |  |       |  |  |                     |  |  |                   |  |
|                        |                      | Brigitta di Danimarca    | Magnus I di Götaland    |  |  |       |  |  |                     |  |  |                   |  |
|                        |                      | Brigitta di Danimarca    | Rikissa di Polonia      |  |  |       |  |  |                     |  |  |                   |  |
| Edvige di Anhalt       |                      | Brigitta di Danimarca    |                         |  |  |       |  |  |                     |  |  |                   |  |
|                        |                      | Ermanno I di Turingia    | Ludovico II di Turingia |  |  |       |  |  |                     |  |  |                   |  |
|                        |                      | Ermanno I di Turingia    | Ludovico II di Turingia |  |  |       |  |  |                     |  |  |                   |  |
|                        |                      | Ermanno I di Turingia    | Giuditta di Svevia      |  |  |       |  |  |                     |  |  |                   |  |
| Ermengarda di Turingia |                      | Ermanno I di Turingia    |                         |  |  |       |  |  |                     |  |  |                   |  |
|                        |                      | Sofia di Wittelsbach     | Ottone I di Baviera     |  |  |       |  |  |                     |  |  |                   |  |
|                        |                      | Sofia di Wittelsbach     | Ottone I di Baviera     |  |  |       |  |  |                     |  |  |                   |  |
|                        |                      | Sofia di Wittelsbach     | Agnese di Loon          |  |  |       |  |  |                     |  |  |                   |  |
|                        |                      | Sofia di Wittelsbach     |                         |  |  |       |  |  |                     |  |  |                   |  |